# Пескалья
Пескалья (італ. Pescaglia) — муніципалітет в Італії, у регіоні Тоскана, провінція Лукка.
Пескалья розташована на відстані близько 290 км на північний захід від Рима, 70 км на захід від Флоренції, 16 км на північний захід від Лукки.
Населення — 3598 осіб (2014).
Щорічний фестиваль відбувається 21 серпня. Покровитель — Madonna della Solca.

## Демографія
Населення за роками:

Станом на 1 січня 2023 року в муніципалітеті офіційно проживали 174 іноземці з 30 країн, серед них 51 громадянин країн Євросоюзу та 6 громадян України.

## Сусідні муніципалітети
- Борго-а-Моццано
- Камайоре
- Фаббрике-ді-Валліко
- Лукка
- Стаццема
- Верджемолі